# 神山政良
神山 政良（かみやま せいりょう、明治15年〈1882年〉4月17日 - 昭和53年〈1978年〉10月12日）は、沖縄県出身の大蔵官僚、祖国復帰運動家。

## 経歴
沖縄県首里生まれ（首里士族）。第一高等学校卒業。明治42年（1909年） 東京帝国大学法科大学卒業。第16回高等文官試験行政科合格。
大蔵省に入り、仙台税務監督局に勤務。明治44年（1911年） 尚昌に随行し、オックスフォード大学に私費留学。大正4年（1915年） 帰朝。昭和6年（1931年）名古屋専売局長、昭和7年（1932年）東京地方専売局長を経て、昭和11年（1936年）に大蔵省を退官。翌1937年、日本通運発足時には理事に就任した。
大蔵省退官後は政府と沖縄のパイプ役となって沖縄県振興計画の策定に尽力した。戦後は、沖縄人連盟会長、沖縄協会会長、沖縄祖国復帰促進協議会会長を務め、沖縄の日本復帰に貢献した。墓所は多磨霊園。

## 家族
- 妻：八重子（やえ子、明治25年〈1882年〉12月 - 、東京生まれ、琉球国王尚泰王の子）
- 男：政敏（大正9年4月生）